# Polyalthia flagellaris
Polyalthia flagellaris är en kirimojaväxtart som först beskrevs av Odoardo Beccari, och fick sitt nu gällande namn av Airy Shaw. Polyalthia flagellaris ingår i släktet Polyalthia och familjen kirimojaväxter. Inga underarter finns listade i Catalogue of Life.